# Vernois-lès-Vesvres
Vernois-lès-Vesvres é uma comuna francesa na região administrativa da Borgonha-Franco-Condado, no departamento de Côte-d'Or. Estende-se por uma área de 11,71 km². Em 2010 a comuna tinha 172 habitantes (densidade: 14,7 hab./km²).